# Касаткина, Нина Афанасьевна
Нина Афанасьевна Касаткина (17 декабря 1946 — 23 октября 1986) — передовик советской строительной отрасли, бригадир штукатуров-маляров Архангельского домостроительного комбината Министерства промышленного строительства СССР, полный кавалер ордена Трудовой Славы (1986).

## Биография
Родилась в 1946 году в селе Верхние Матигоры Холмогорского района Архангельской. Завершила обучение в городском профессионально-техническом училище в городе Северодвинске Архангельской области. Пять лет отработала маляром в тресте "Архангельскстрой", а в 1970 году стала бригадиром бригады маляров-штукатуров в Архангельском домостроительном комбинате. Постоянно добивалась высоких производственных результатов.   
Указом Президиума Верховного Совета СССР от 5 марта 1976 года была награждена орденом Трудовой Славы III степени. 
Указом Президиума Верховного Совета СССР от 19 марта 1981 года была награждена орденом Трудовой Славы II степени.  
Указом Президиума Верховного Совета СССР от 9 июля 1986 года за успехи, достигнутые при выполнении плана и социалистических обязательств, за разработку и внедрения новых технологий и личный вклад в строительство новых объектов была награждена орденом Трудовой Славы I степени. Стала полным кавалером Ордена Трудовой Славы.
Избиралась депутатом Верховного Совета РСФСР 11-го созыва, была делегатом XXV съезда КПСС. Была членом Архангельского горкома КПСС, депутатом горсовета.
Проживала в городе Архангельске. Умерла 23 октября 1986 года. Похоронена на Жаровихинском кладбище.

## Награды и звания
- Орден Знак Почёта (05.04.1971);
- Орден Трудовой Славы I степени (09.07.1986);
- Орден Трудовой Славы II степени (19.03.1981);
- Орден Трудовой Славы III степени (05.03.1976);
- Лауреат премии Ленинского комсомола[3];
- медалями.

## Память
- Её именем в Архангельске названа улица.
- На д.3 по улице Касаткиной установлена мемориальная доска в память о заслуженном человеке.